# Chuang-kuan-šan
Chuang-kuan-šan (čínsky pchin-jinem Huáng Guān Shān, znaky 皇冠山; česky Hora císařská koruna) je hora vysoká 7 295 m n. m. nacházející se v pohoří Karákóram v autonomní oblasti Čínské lidové republiky Sin-ťiang.

## Prvovýstup
Prvovýstup uskutečnila v roce 1993 japonská expedice východní stěnou. 22. července Akito Jamasaki, Jasujuki Aritomi a Kazuo Tokušima dosáhli vrcholu. 27. července následovali Hideki Sakai, Tecuja Abe, Mikio Suzuki a Kunihito Nakagawa. Masato Kameda, Masanori Nakašima, Hitoši Mijasaka a Šinja Sasamori stanuli na vrcholu 28. července a Masanori Nacume, Kijoši Macuoka a Tecuja Hasegawa 29. července.